# Муса-бий
Муса бин Ваккас бин Нур ад-Дин бин Идигу —ногайский бий Ногайской Орды, при котором она сложилась как независимое государство. Правнук Едигея, сын бия и беклярбека Ваккаса и племянник Аббаса, брат Хорезми.

## Борьба с Узбекскими ханами
Рассматривая обстоятельства деятельности ногайских биев, необходимо обратить внимание,что они являясь мусульманами, не признавали верховенство власти,от чингизидов. Так как для них линия чингизидов не являлось авторитетом.
После смерти в конце 1440-х годов Ваккаса, беклярбека узбекского хана Абу-л-Хайра, ногайские бии стремятся отделиться от него, как от слишком сильной и властной персоны. В этот момент совместно с Мусой действовали (с титулом бий) его брат Хорезми и дядя Аббас. В. В. Трепавлов предполагает, что именно Аббас должен был после смерти Ваккаса получить от Абу-л-Хайра чин беклярбека, как законный наследник, Хорезми при этом мог быть главой мангытского эля, а  Муса в этом варианте мог возглавлять весь ногайский улус.
После событий 1455 хроники рассказывают о конфликте Мусы с Куджашем, сыном Гази-бия. В. В. Трепавлов считает, что именно Куджаш является виновником гибели Ваккаса, отца Мусы, и Муса руководствовался мотивами мести. Между Мусой и Куджашем состоялось сражение, в котором Муса был разбит. Тогда Муса стал искать помощи у шибанида Буреке (Берке), сына Йадгара. Тот также был заинтересован в поддержке мангытского бия, так как наличие мангытского вождя в качестве беклярбека открывало его роду путь к власти. При поддержке Буреке и Мусы Йадгар был провозглашен ханом, а Муса получил инвеституру беклярбека. Используя поддержку Буреке-султана, Муса разгромил Куджаша, а его улус был захвачен победителями.
Есть расхождение во мнениях, произошло ли провозглашение ханом Йадгара незадолго до смерти Абу-л-Хайра, или уже после неё. Р. Ю. Почекаев предполагает такую последовательность: смерть Абу-л-Хайра – провозглашение ханом Ядгара (1468 г.)– смерть Ядгара от старости (1469 г.) – приход к власти Шейх-Хайдара, сына Абу-л-Хайра – образование широкой коалиции, направленной против Шейх-Хайдара. В. В. Трепавлов считает, что Ядгар был провозглашен ханом альтернативно в 1458 году ещё при жизни Абу-л-Хайра. Абу-л-Хайр скончался в 1468 году и ему наследовал Шейх-Хайдар, против которого возникла указанная широкая коалиция.
Так или иначе, но Муса был активным участником борьбы против Шейх-Хайдара. Участниками этой борьбы выступили Буреке, сын Ядгара, дядя Мусы – Аббас, брат Ямгурчи, Тюменский хан Ибак, Джанибек, сын Барака, один из основателей Казахского ханства. В этой борьбе участвовал и хан Большой Орды Ахмат, но его роль освещается по-разному. В итоге Шейх-Хайдар был убит Ибаком.

## Независимость от Казахского ханства
После убийства Хайдара к власти пришел вождь казахов, Керей, сын Болат султана который является внуком Урус хана. Джанибек, его брат, был его соправителем и правителем правого (западного) крыла ханства, где и располагались кочевья мангытов. Его ставкой стал Сарайчик, город в нижнем течении Яика. С Джанибеком на эти земли откочевала и подчинённая ему часть казахов. Муса стал при нём беклярбеком. В это время между реками Волгой и Эмбой концентрируются ногаи, которые мирно соседствуют с казахами. В 1470-х годах Гирей умер, и Джанибек откочевал с казахами на восток, чтобы наследовать брату. Вероятно, с этого времени можно говорить о реальной независимости Ногайской Орды. Джанибек умер после 1473/74 г. Предводители мангытов не пожелали даже формально подчиняться преемникам казахских ханов Бурундуку, б. Керею и Касиму б. Джанибеку.
Видимо, после смерти Джанибека, около 1473 г. Муса занялся поиском хана, при котором он мог бы получить чин беклярбека. Он попытался установить связь с внуком Абу-л-Хайра Мухаммедом Шейбани, который обосновался в Сыгнаке на Сыр-Дарье. Муса направил к нему посольство, и Мухаммед с небольшим отрядом прибыл в ставку бия – Сарайчик. Казахский хан Бурундук, узнав о намечающемся союзе бывшего вассала казахов Мусы и своего кровного врага Мухаммеда, двинул на них 50-тысячную армию. В сражении, в котором принял участие и Мухаммед со своим небольшим отрядом, Бурундук был разбит. Однако в этом сражении погиб брат Мусы Хорезми. Намерениям Мусы принять в качестве хана Мухаммеда воспротивились вожди мангытских и союзных племён, составлявших Ногайскую Орду. Переговоры затягивались, а Бурундук в это время напал на владения Мухаммеда на Сыр-Дарье. Тогда Мухаммед покинул ставку Мусы и их соглашение не состоялось. После поражения Бурундука Ногайская Орда, возглавляемая Мусой, стала могущественной кочевой державой, владения которой простирались от Арала до Волги, однако собственно мангытский юрт занимал район между Эмбой и Волгой. Мангыты активно осваивали кочевья на левом берегу Волги, которые раньше принадлежали Большой Орде.

## Сотрудничество с Ибаком
После этих событий царём ногаев называют сибирского хана Ибака, однако он не назначил никого из них беклярбеком, эту инвеституру занимал его брат Мамук.
6 января 1481 Муса, Ямгурчи и Ибак напали с небольшим отрядом на стойбище хана Большой Орды Ахмата и убили его. Налёт произошёл сразу после неудачного похода Ахмата на Русь, закончившегося стоянием на Угре, когда Ахмат распустил все свои войска. Ахмат был одним из наиболее сильных правителей Большой Орды. Возможно, его убийцы опасались, что, усилившись, он захочет восстановить старую власть Золотой Орды в их регионе, разгромив Большую Орду, ногайцы окончательно закрепили за собой левобережье Волги.
После этого возрастает активность Ногайской Орды в восточной Европе. Они устанавливают активные дипломатические связи с Москвой, Литвой активируются их связи с Крымом, Казанью и Астраханью. Причём в послании в Москву они так и объясняют отсутствие контактов ранее, тем что между ними и Русью лежала Большая Орда, которой более не стало. Они активно осваивают большеордынские земли на левом берегу Волги.
В 1490 году в Москву прибыло посольство от ногаев Мусы, Ямгурчи и их нового царя, которого В. В. Трепавлов идентифицирует как Аминека, сына Йадгара, который мог править где-то к северо-востоку от Хорезма. Это единственное сообщение о новом царе. По мнению В. В. Трепавлова он был выдвиженцем Мусы и, возможно, это выдвижение вызвало в начале 1490-х годов раскол между Мусой, с одной стороны, а с другой - дядей Аббасом и братом Ямгурчи. Муса откочевал от них «в туркмены», то есть на Мангышлак или в Усть-Юрт, донесение об этом поступило в Москву летом 1492. Но вскоре он вернулся оттуда, возможно в связи со смертью Аббаса. После возвращения царём по-прежнему называется Ибак.
Возвратившись из «туркмен», Муса застал готовое к походу на Казань войско, собранное Ибаком и Ямгурчи по инициативе антирусски настроенных эмигрантов из Казани. Муса сумел убедить их не вступать в конфликт с Иваном III.
В 1493 году Астраханский хан Абд ал-Керим совершил грабительские набеги на ногайские кочевья. Гнев Мусы обратился против союзника астраханского хана, последнего хана Золотой орды Шейх-Ахмада, сына убитого хана Ахмата. Муса, заручившись поддержкой крымского хана Менгли I Гирея со старыми союзниками Ямгурчи и Ибаком захватили Поволжье и столицу Большой Орды Сарай. Ибак успел послать Ивану III письмо, где говорил о своём воцарении, но Менгли Гирей не оказал реальной военной помощи и Шейх-Ахмат в союзе с астраханцами изгнал ногаев и Ибака.
В том же году Шейх-Ахмат женился на дочери Мусы, видимо желая улучшить отношения с ногаями.
В 1495 году Ибак был убит местной сибирской знатью, ногаи назначили себе царем его брата Мамука, но тот не имел ханства. Тогда Ямгурчи настоял на взятии Казани. Муса был против этого похода и послал вдогон своего сына, но тот не смог остановить ногайское войско. В 1486 году ногаи взяли Казань и утвердили Мамука на царстве, Мамук пробыл на троне год и был свергнут местной знатью. После этого Муса, обладая реальной полнотой власти, видимо не ищет более царя для ногаев, а номинальный статус в отношениях с соседями его, видимо, не беспокоил.
В 1501 году ногайцы выступили союзниками Шейх-Ахмата в борьбе с Менгли Гиреем.
Дата смерти Мусы точно не известна, в крымской переписке он перестает фигурировать как живой в начале 1502 года, после него вождем ногайцев стал его брат Ямгурчи.